# El Señor de los Anillos, el juego de rol de la Tierra Media
El Señor de los Anillos, el juego de rol de la Tierra Media fue el primer juego de rol oficialmente ambientado en el universo de fantasía heroica creado por J. R. R. Tolkien, fundamentalmente en el continente conocido como la Tierra Media.

## Historia del juego
El juego, creado y diseñado por S. Coleman Charlton y Pete Fenlon gracias a un acuerdo de derechos de explotación firmado con Tolkien Enterprises, fue publicado por primera vez en Estados Unidos por Iron Crown Enterprises (I. C. E.) en 1984 con el título de Middle-earth Role Playing («Juego de rol de la Tierra Media», conocido también por sus siglas en inglés «MERP»). Después de haber sobrevivido a una crisis en 1993 I. C. E. entró finalmente en bancarrota y el 21 de septiembre de 1999 anunció que a partir del día siguiente (22 de septiembre de 1999) los derechos de explotación de productos relacionados con la Tierra Media ya no le pertenecerían. Esta cesación de contrato hizo que I. C. E. desapareciera momentánemaente hasta que en 2001 fue comprada por un grupo de mecenas. Entretanto Tolkien Enterprises ya había cedido los derechos de publicación de material de rol relacionado con la Tierra Media a la editorial Decipher y el siguiente juego de rol en ser publicado y en estar ambientado en la Tierra Media fue el que Decipher publicó entre 2002 y 2006 bajo el título de El Señor de los Anillos, el juego de rol (escrito por Steve S. Long). Por esta razón MERP es hoy en día un juego de rol completamente descatalogado. El actual juego de rol oficialmente autorizado para estar ambientado en la Tierra Media es El Anillo Único, de Francesco Nepitello, publicado desde 2011 por la editorial británica Cubicle 7 Entertainment.

## Sistema de juego
El sistema de juego de El Señor de los Anillos está basado en el de Rolemaster, que también fue creado y editado con anterioridad por Iron Crown Enterprises. Al igual que en Dungeons & Dragons, el primer juego de rol en ser comercializado, los personajes progresan según una jerarquía de niveles que les permiten devenir cada vez más hábiles y experimentados a medida que sus judagores van jugando partidas.
Las resoluciones de acciones se resuelven mediante la tirada de un dado de 100, «D100» en la jerga del rol, aunque en El Señor de los Anillos, el juego de rol de la Tierra Media a las tiradas de dado de 100 se las designa también con el término «1-100». En la mayor parte de las sesiones de juego los dados de 100 se ponen en práctica tirando dos dados de diez caras, uno de ellos indicando las decenas y el otro las unidades. Siguiendo un sistema de modificadores positivos o negativos (según la dificultad de la acción o según los factores que pueden afectarla, como llevar o no puesta una armadura) el resultado de la tirada más los modificadores que la afectan (o menos los modificadores en el caso de tratarse de un modificador final negativo) forman una puntuación que ha de ser consultada en una tabla de valores numéricos particular, tabla relacionada con la acción que el jugador intenta realizar. Consultando pues en la tabla el resultado de la tirada, dicha tabla indica la acción resultante, si un éxito o un fracaso o incluso si se trata de un éxito excepcionalmente brillante (un crítico) o un fracaso desastroso para el que llevaba a cabo la acción (una pifia). Por ejemplo el sistema de golpes críticos en combate, aquellos golpes particularmente conseguidos por un atacante, está muy detallado en las tablas de críticos. Es, pues, un juego bastante complejo para jugadores y directores principiantes, ya que sus tablas pueden ralentizarlo si no se saben utilizar muy bien.

## Creación de personajes
El Señor de los Anillos, el juego de rol de la Tierra Media es muy simulacionista (detallado) en lo que se refiere a la representación virtual del combate, pero a diferencia de RuneQuest o de otros juegos de rol muy simulacionistas en lo que se refiere a características de personajes jugadores, su creación de personajes es relativamente sencilla, y los conjuradores (magos, bardos, etc.) son personajes relativamente poderosos a partir de niveles altos

## Universo de juego
La parte más importante del juego, o la más llamativa, es el trasfondo fantástico en que se desarrollan las aventuras: el mundo de Tolkien, la Tierra Media, un mundo que casi todos los jugadores de rol y aficionados a la literatura de fantasía épica conocen.

## Ediciones originales estadounidenses
La primera edición de 1984 así como su reimpresión de 1986 fueron ambas publicadas en formato de caja por Iron Crown Enterprises. ICE publicó una segunda edición en 1993, pero esta vez en formato de libro encuadernado en cartoné. Con la bancarrota de ICE en 1999 Middle-earth Role Playing no conoció ninguna edición más.

## Traducción y publicación en castellano
El Señor de los Anillos, el juego de rol de la Tierra Media fue traducido, publicado y distribuido por primera vez en español en septiembre de 1989 por la editorial barcelonesa Joc Internacional, quien tradujo el título al español pero añadiendo «El Señor de los Anillos» al principio de éste. Los jugadores hispanohablantes también se referían a él mediante las siglas en inglés «MERP», pues la pegatina que indicaba tales siglas en las ediciones originales en inglés también se encontró en muchas ediciones en español de Joc Internacional.

### Formato
La primera edición original estadounidense fue concebida en 1984 en formato de caja, conteniendo un libreto en rústica con portada en color, dos libretos grapados en blanco y negro, un conjunto de figuras troqueladas de cartón y dos dados de diez caras. La traducción francesa publicada en 1986 por la editorial parisina Hexagonal conservó el formato de caja con los mismos contenidos, pero Joc Internacional, para su traducción en español de 1989, decidió dejar los troquelados para una versión simplificada del juego que utilizaba dados de seis caras y reunió los dos libretos y el libro en rústica con portada de Angus McBride en un único libro encuadernado en «tapa dura», tal como la editorial catalana había hecho un año antes con La llamada de Cthulhu y RuneQuest.

### Anécdotas
Los ejemplares en castellano de Joc Internacional (impresos por la imprenta Hurope S. L. de la calle Recared de Barcelona) indicaban dos códigos diferentes de ISBN: en la segunda página del libro indicaban el código 84-7831-008-9 mientras que en la contraportada indicaban el código 84-7831-008-8. Este último es sin embargo el número de ISBN tenido en cuenta por la Agencia Española del ISBN.

### Suplementos
Tras la publicación original en español de septiembre de 1989, el principal suplemento fue el suplemento de reglas publicado por Joc Internacional en octubre de 1994. Joc Internacional también publicó numerosos cuadernos de ambientación y de aventuras listas para ser jugadas.

### Segunda edición
En 1999, la editorial La Factoría de Ideas tradujo y publicó en español, bajo el título El Señor de los Anillos, Segunda Edición, la que fue la segunda edición de MERP (Joc Internacional había traducido y publicado la primera).